# Hicham Belkaroui
Hicham Belkaroui (Orã, 24 de agosto de 1990) é um futebolista profissional argelino que atua como defensor.

## Carreira
Hicham Belkaroui integrou a Seleção Argelina de Futebol que disputou o Campeonato Africano das Nações de 2017.